# 6897 Табеї
6897 Табеї (6897 Tabei) — астероїд головного поясу, відкритий 15 листопада 1987 року.
Тіссеранів параметр щодо Юпітера — 3,516.
Названо на честь Дзюнко Табеї (яп. たべい(田部井) табеї).